# Yodelling Song
"Yodelling Song" é uma canção da cantora britânica Tanita Tikaram. Foi gravada para o seu quinto álbum de estúdio, denominado Lovers In The City, e lançada como terceiro e último single em 1995. Entretanto, o lançamento se deu apenas em alguns países da Europa continental.

## Lançamentos
- Yodelling Song (YZ968CD / 0630-11412-2) (lado B): To Drink The Rainbow, Bloodlines[1]